# Koe Fasi Oe Tui Oe Otu Tonga
Ko e Fasi ʻo e Tuʻi ʻo e ʻotu Tonga est l'hymne national du Royaume des Tonga. Les paroles ont été écrites par le Prince héritier Tevita ʻUnga, et la musique composée par Karl Gustavus Schmitt[réf. nécessaire]. La première utilisation connue de cet hymne fut en juillet 1874, « mais il était probablement utilisé avant cela ».
Avant cela, il y avait eu un premier hymne, adopté en 1869. Le révérend James Moulton, missionnaire wesleyen, avait rédigé des paroles en tongien pour la mélodie de l'hymne national allemand. Avec l'accord du roi George Tupou Ier, cet hymne fut employé officiellement par le royaume durant quelques années.

## Paroles

### Paroles entongien
Les paroles, confirmées officiellement par la loi National Anthem Act de 1973 (mais remontant à un siècle plus tôt), sont les suivantes :
ʻE ʻotua māfimafi

ko homau ʻeiki koe

ko koe ko e falalaʻanga

mo e ʻofa ki Tonga.

ʻAfio hifo ʻemau lotu

ʻaia ʻoku mau faí ni

mo ke tali homau loto

ʻo maluʻi ʻa Tupou.

### Traduction en français
Oh Dieu tout-puissant

Tu es notre Seigneur

C'est toi le pilier

Et l'amour des Tonga

Vois nos prières

C'est ce que nous faisons maintenant

Et puisses-tu entendre notre souhait

Et protéger Tupou.